# Palazzo Niccolò Grimaldi
Der Palazzo Niccolò Grimaldi (auch: Palazzo Doria-Tursi) ist ein Stadtpalast in Genua, der heute zum Rathaus der Stadt gehört und zugleich Teil des Welterbes der UNESCO „Genoa: Le Strade Nuove and the system of the Palazzi dei Rolli“ (deutsch: Genua: Le Strade Nuove und die Palazzi dei Rolli) ist. Das Gebäude liegt an der Via Garibaldi 9.

## Geografische Lage

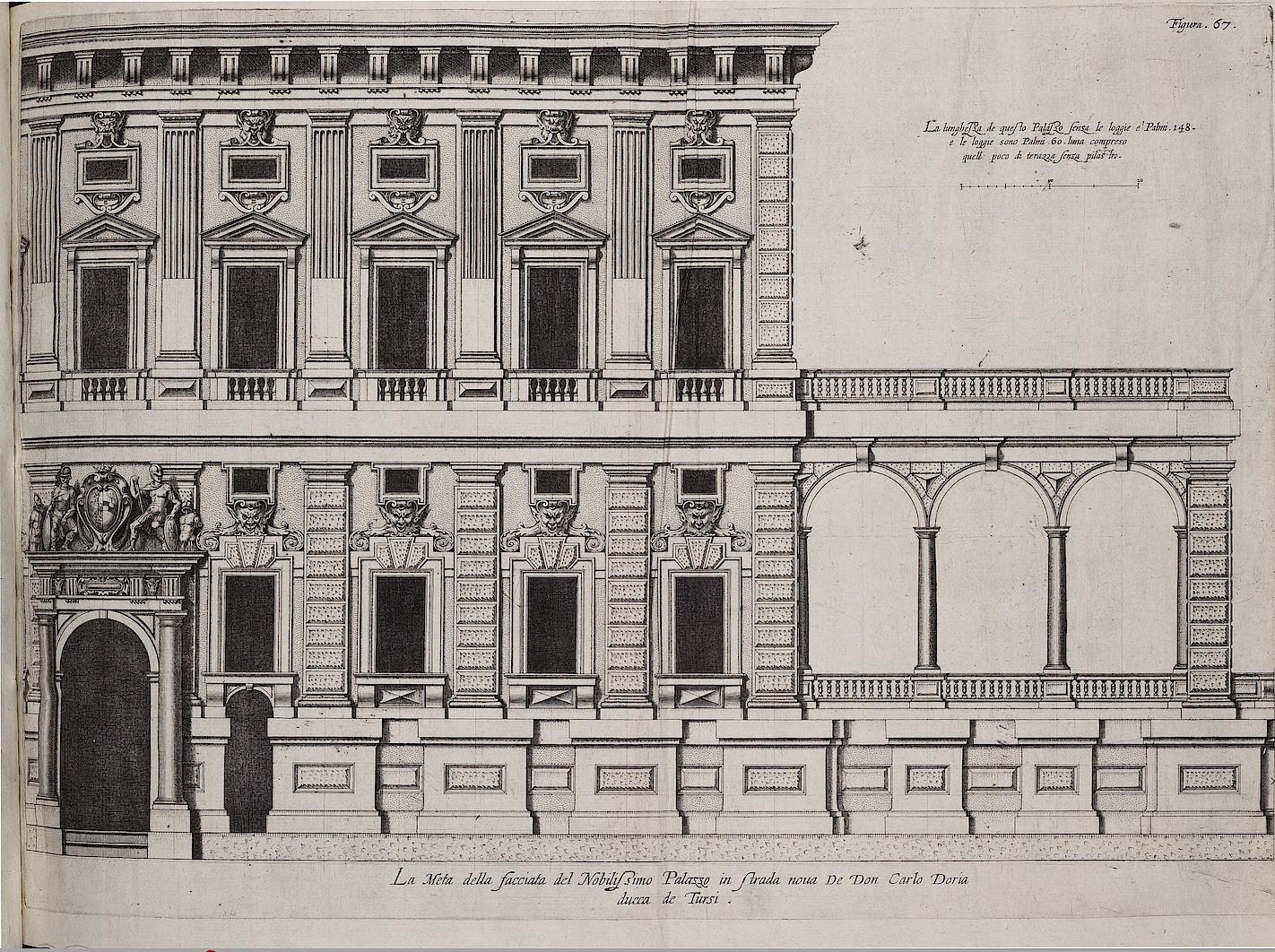
Der Palast war zu groß: Rubens bekam nur die Hälfte aufs Bild

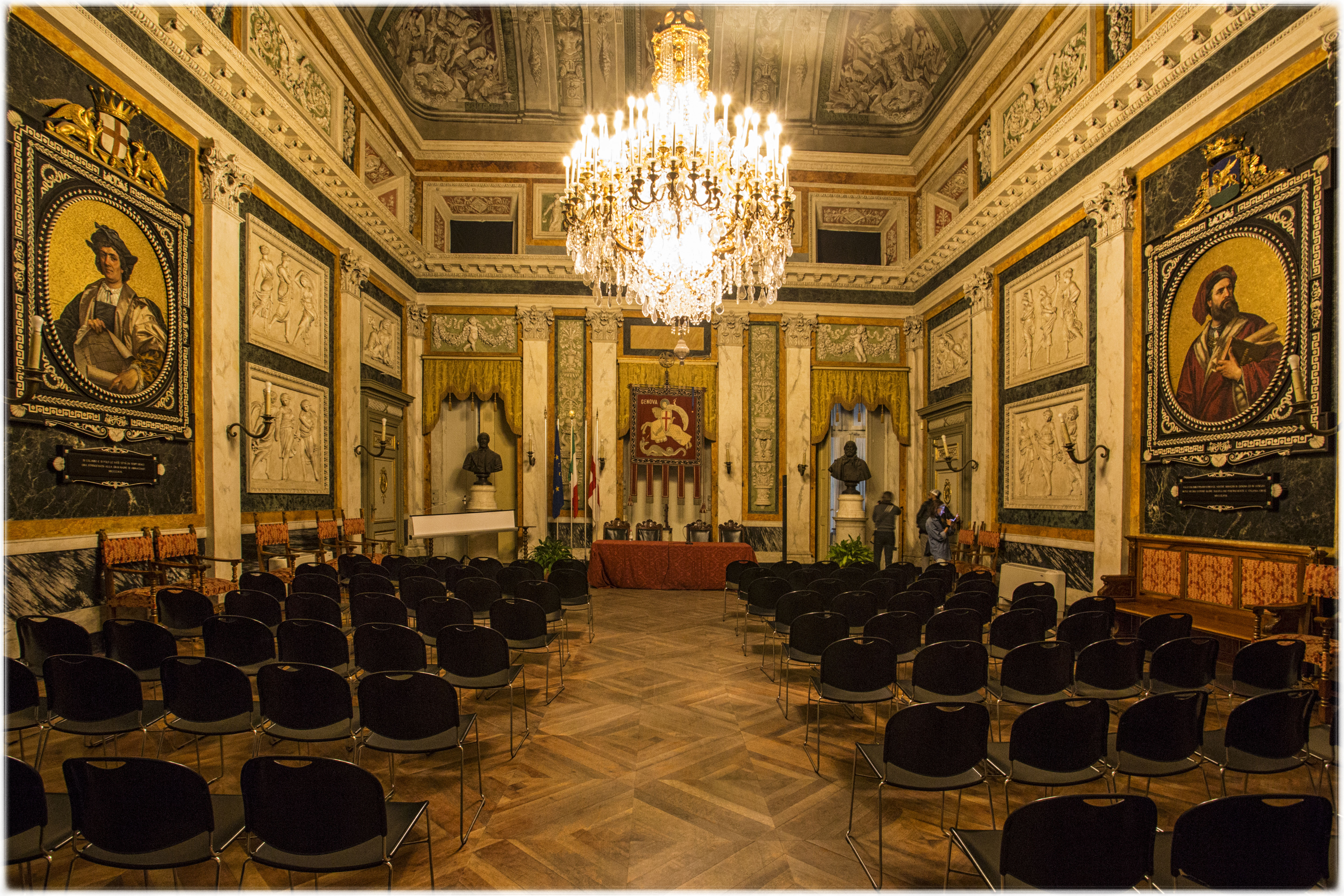
Veranstaltungssaal mit Deko des 19. Jhs.

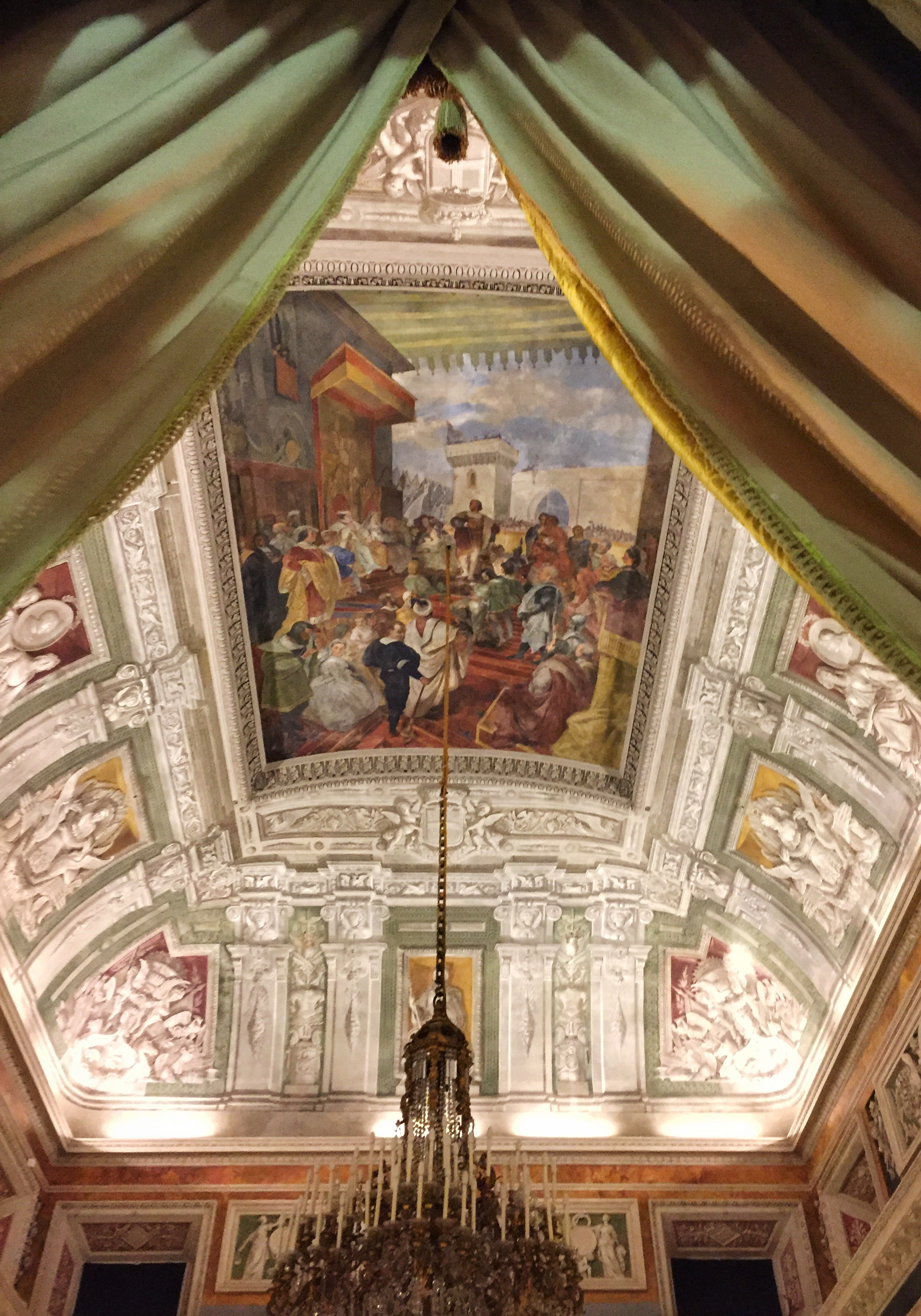
Deckenfresko: Christoph Kolumbus am spanischen Hof

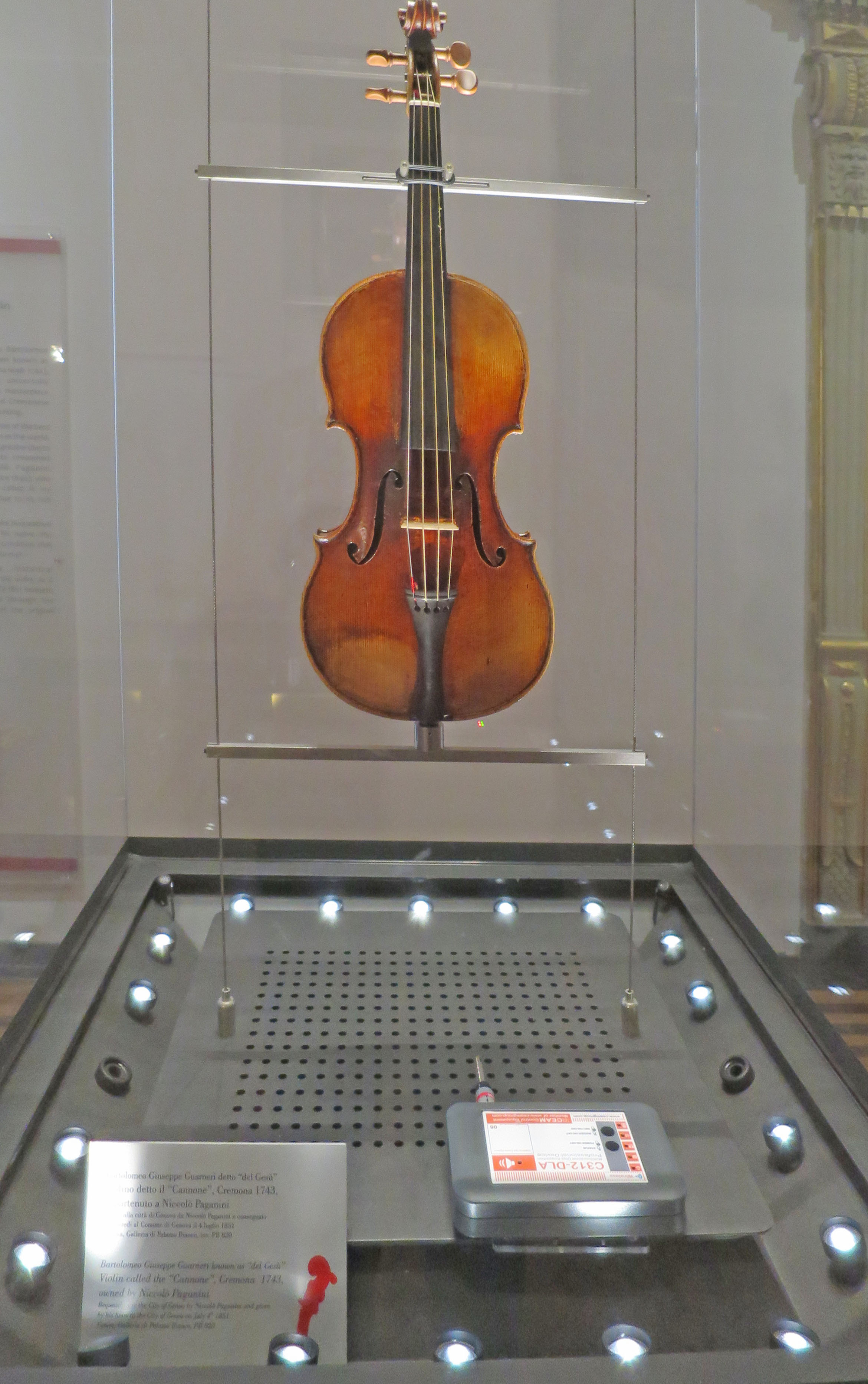
Paganini-Geige im Museum

Das Baugrundstück lag auf der Nordseite, also der Bergseite der Strade Nuove (heute: Via Garibaldi) und bestand aus nicht weniger als drei einzelnen Grundstücken. Das führte zu einer so breiten Fassade, dass Peter Paul Rubens aufgrund des Formates seines Buchs über die Genueser Paläste von 1622 die spiegelsymmetrische Fassade nur zur Hälfte abbildete. Zwei große Gärten rahmen den zentralen Baukörper.
Aufgrund des nach Norden ansteigenden Geländes und der Hanglage waren für den Bau erhebliche Nivellierungsarbeiten erforderlich. Benachbart war das Franziskanerkloster und dessen Kirche – beide wurden im 19. Jahrhundert abgerissen.

## Geschichte
Bauherr war Nicolò Grimaldi (1524–1593), Fürst von Salerno, Herzog von Eboli, Graf von Rapolla und Herr von Altavilla. Vor allem aber war er erster Bankier König Philipp II. von Spanien. Architekten waren die Brüder Giovanni und Domenico Ponzello, letzterer ein ausgewiesener Experte für Festungsanlagen, was sich angesichts des problematischen Baugeländes als vorteilhaft erwies. 1565 bis Ende 1567 fanden ausschließlich bauvorbereitende Arbeiten statt, um das Baugrundstück zu nivellieren. Etwa zehn Maultiere waren durchgehend damit beschäftigt, Abraum aus der Stadt zu transportieren und damit drei Mulden außerhalb der Mauern zu verfüllen. Der Palast stellt den Höhepunkt der Wohnpracht der Genueser Aristokratie dar, aber auch den beginnenden Niedergang. Der Bauherr hatte sich mit dem Projekt verhoben: Wahrscheinlich war das Bauwerk 1575 noch nicht fertiggestellt, als König Philipp II. am 1. September den Staatsbankrott Spaniens erklärte und seine Zahlungen einstellte. Auch Nicolò Grimaldi wurde damit finanziell in den Abgrund gerissen, konnte seinen Palazzo zumindest nicht mehr ausstatten, so dass dieser keine Fresken aufweist und der einzige in der Strade Nuove war, der ohne diese Innenausstattung blieb.
Als einer der Palazzi dei Rolli war er in den Rolli von 1576 bis 1614 eingetragen. Nach deren Klassifizierung, den „bussoli“, zählte er immer zur Klasse eins (zu den Einzelheiten dieser Eintragungen vergleiche hier).
Bereits 1593 kaufte Giovanni Andrea Doria die Anlage für seinen jüngeren Sohn Carlo Doria, Herzog von Tursi.
Nachdem Genua durch Beschluss des Wiener Kongresses 1815 an das Königreich Sardinien gefallen war, benötigte dessen König, Vittorio Emanuele I., auch dort ein Schloss. Für seine Aufenthalte in Genua erwarb er 1820 den Palazzo Niccolò Grimaldi und ließ ihn für seine Zwecke renovieren. 1838 wurde das Gebäude den Jesuiten zur Verfügung gestellt und ging 1848 oder 1850 in das Eigentum der Stadt über, die es bis heute als Rathaus nutzt.

## Gebäude
Der Palazzo ist der größte in der Via Garibaldi. Seine Fassade wurde von Taddeo Carlone gestaltet. Aber erst Carlo Doria, Herzog von Tursi, fügte die beiden seitlichen Arkaden 1597 an. Die farbliche Gestaltung der Fassade bestimmt ein Wechsel von rosa Stein aus Finale Ligure, dem Grau-Schwarz von Schiefer und dem Weiß des Carrara-Marmors. Die Fassade ist mit zwei übereinander liegenden Ordnungen gegliedert. Im Erdgeschoss wechseln Fenster und die rustikalen, vorspringenden Pilaster des ursprünglichen Entwurfs, im Obergeschoss sind sie durch dorische Pilaster ersetzt. Über den Fenstern beider Stockwerke befinden sich Masken mit Tierfratzen, die zur Plastizität der Fassade beitragen.
Dem Palazzo fehlte durch die Nachbarschaft des Franziskanerklosters die Möglichkeit, einen rückwärtigen Garten anzulegen. Dafür gab es beidseitig des Gebäudes je einen dieses begleitenden Garten. Diese fehlende Möglichkeit, eine Tiefenentwicklung zu erreichen, wurde durch eine Treppenkulisse kompensiert. Eine erste zentrale Treppe führt vom Portikus in den Hof, während eine andere im Hintergrund zu den verschränkten seitlichen Treppen bis zur Loggia des ersten Stocks leitet. Die Abfolge der Innenräume besteht so aus Atrium, Treppenhaus, rechteckigem Hof und rückwärtiger Treppenkulisse. Es handelt sich um eine im Wesentlichen architektonische Pracht, die wie eine zweite Fassade für diejenigen wirkt, die das Haus betreten haben. Nach dem Kauf des Gebäudes durch König Vittorio Emanuele I. ließ dieser durch seinen Hofarchitekten Carlo Randoni das Türmchen mit der Uhr über der Rückwand errichten.
Die Freskos der Innendekoration stammen überwiegend aus dem 19. Jahrhundert. Dazu gehört eine Darstellung von Christoph Kolumbus vor den spanischen Königen von Francesco Gandolfi. Zwei weitere Räume sind mit Fresken von Nicolò Barabino dekoriert. Im Übrigen dienten Wandteppiche zur Dekoration der Räume. Zwei Serien von Wandteppichen aus dem 17. Jahrhundert sind erhalten: eine flämische Arbeit mit Darstellungen aus dem Leben Alexanders des Großen und eine englische Arbeit mit Allegorien zu den Monaten. Sie werden heute in den Empfangsräumen des Rathauses gezeigt.

## Heutige Nutzung
Der Palazzo Niccolò Grimaldi dient als Rathaus der Stadt, das Piano nobile seit 2005 – zusammen mit den benachbarten Palazzo Luca Grimaldi (Palazzo Bianco) und dem Palazzo Ridolfo e Giovanni Francesco Brignole Sale (Palazzo Rosso) – als Ausstellungsfläche für das städtische Kunstmuseum. Darüber hinaus werden hier als wertvolle Relikte die Asche von Christoph Kolumbus und die Geige von Nicolò Paganini aufbewahrt.
Für die Nutzung als Rathaus wurden rückwärtig, in Terrassen den Hügel hinaufsteigend, 1961 Anbauten, ein Ratssaal und Büros für die Stadtverwaltung angefügt. Architekt war Franco Albini. Die Anbauten wurden mit Dachgärten optisch gegenüber den benachbarten historischen Gebäuden kaschiert.